# تپه چال افشار ۲
تپه چال افشار ۲ مربوط به دوران پیش از تاریخ ایران باستان تا دوران‌های تاریخی پس از اسلام است و در شهرستان کنگاور، بخش مرکزی، دهستان گودین واقع شده و این اثر در تاریخ ۳۰ تیر ۱۳۸۴ با شمارهٔ ثبت ۱۲۱۵۹ به‌عنوان یکی از آثار ملی ایران به ثبت رسیده است.